# Vol Sterling Airways 296
Le 14 mars 1972, une Sud-Aviation SE 210 Caravelle effectuant le vol Sterling Airways 296, un vol charter international reliant Colombo, au Sri Lanka, à Copenhague, au Danemark, avec plusieurs escales prévues à Bombay, Dubaï et Ankara, s'est écrasé contre une montagne lors de l'approche vers l'aéroport international de Dubaï, à proximité de Fujaïrah, aux Émirats arabes unis.
On ne compte aucun survivant parmi les 112 passagers et membres d'équipage à bord de l'appareil, ca qui en fait, à ce jour, la catastrophe aérienne la plus meurtrière impliquant une Caravelle, ainsi que le pire accident aérien de l'histoire des Émirats arabes unis, avec celui du vol Gulf Air 771 survenue en 1983.

## Avion
L'appareil impliqué est une Sud-Aviation SE 210 Caravelle 10B3, qui a été construit en mai 1970 et a effectué son vol inaugural le 10 mai de la même année. Il a été livré à Sterling Airways le 19 mai et a ensuite reçu son certificat de navigabilité et son immatriculation, OY-STL, le 22 mai.
Cet avion était dans une configuration de vol long-courrier, en étant équipé de réservoirs de carburant centraux. La capacité de la cabine en termes de passagers était de 109 sièges, bien que le nombre maximum de personnes pouvant embarquer à bord était de 116. L'avion totalisait 6 674 heures de vol et 2 373 cycles de vol (décollage/atterrissage) au moment de l'accident.

## Déroulement du vol
Le vol 296, reliant alors Colombo (CMB) à Copenhague (CPH), été affrété par le voyagiste Tjæreborg Rejser pour rapatrier 106 touristes européens de vacances à Ceylan (aujourd'hui Sri Lanka). Il devait faire plusieurs escales de ravitaillement en carburant à Bombay, Dubaï et Ankara. Les 106 passagers présents à bord venaient du Danemark, de Finlande, de Norvège, de Suède et d'Allemagne de l'Ouest. L'équipage danois était notamment composé du commandant de bord Ole Jørgensen (35 ans) et du copilote Jørgen Pedersen (30 ans).
Après une escale d'une heure à l'aéroport international Chhatrapati-Shivaji de Bombay, l'avion a décollé pour Dubaï à 15 h 20 UTC. Selon le plan de vol IFR, le vol 296 devait suivre la voie aérienne R19, contenant cinq points de cheminement pour les rapports de position. Le niveau de vol de l'appareil était 310 (31 000 pieds (9 400 m)) et chacun des différents points de cheminement ont été dépassés en avance. À 17 h 25, l'équipage a reçu les informations météorologiques actualisée à Dubaï, qui indiquaient un vent de 040° à 8 nœuds (14 km/h) ; une visibilité de 10 km et un ciel couvert à 2 000 pieds (610 m).
À 17 h 42, l'équipage a contacté l'aéroport international de Dubaï et a signalé sur le radial 084 du VOR de Dubaï (DO). Le contrôleur d'approche a indiqué à l'équipage qu'il devait obtenir l'autorisation de descendre à 17 h 55. Cependant, à 17 h 49, l'équipage a contacté le contrôle d'approche par radio, demandant une descente immédiate, car il se trouvait à 95 milles nautiques (175 km), alors qu'en réalité, sa position réelle était à 162 milles nautiques (300 km) de Dubaï. Le contrôleur a autorisé les pilotes à descendre à 4 000 pieds (1 219 m) et a indiqué que les pistes 30 et 12 étaient toutes deux disponibles pour l'atterrissage. L'équipage a alors répondu : « Nous verrons si nous pouvons effectuer une descente directe sur la piste 30 ».
À 17 h 56, les pilotes ont signalé être descendu au-delà du niveau de vol 135 (13 500 pieds (4 115 m)). Le contrôleur a alors répondu : « De nouveau autorisé pour DO, 2 000 pieds vers Dubaï, 1 016 mb, rapport 2 000 pieds ou piste en vue ». Dans l'obscurité, l'équipage a probablement aperçu les lumières des villes de Fujaïrah et Kalba pendant la descente, supposant qu'il s'agissait des lumières de Dubaï. Le contact radio entre l'avion et le contrôle d'approche de Dubaï est devenu plus difficile pendant la descente au-dessus du relief.
Suite au survol d'un terrain montagneux, à environ 80 km à l'est de l'aéroport de Dubaï, le vol 296 a également eu du mal à capter les fréquences NDB et VOR. La descente s'est poursuivie jusqu'à ce que l'aile gauche de l'avion percute une crête dans les montagnes de Sharjah, à une altitude de 1 600 pieds (490 m) et à 19 km à l'ouest de Kalba. Sous la violence du choc, l'aile s'est arrachée, puis l'avion a poursuivi sa course sur 265 mètres supplémentaires avant de s'écraser sous le sommet de la crête suivante. Il n'y a eu aucun survivant parmi les 106 passagers et les 6 membres d'équipage.

## Victimes
| Nationalité          | Passagers | Équipage | Total |
| -------------------- | --------- | -------- | ----- |
| Danemark             | 68        | 6        | 74    |
| Suède                | 20        | 0        | 20    |
| Norvège              | 12        | 0        | 12    |
| Finlande             | 4         | 0        | 4     |
| Allemagne de l'Ouest | 2         | 0        | 2     |
| Total                | 106       | 6        | 112   |

## Enquête
L'enquête a révélé que les pilotes sont descendus sous l'altitude minimale de sécurité, requise pour cette approche, prescrite par le contrôle aérien. Cela est dû à des informations erronées provenant du plan de vol, qui n'a pas été remis à jour avant le début de l'approche, et/ou à une mauvaise lecture des données météorologiques transmise par le radar de l'avion, qui a amené les pilotes à croire qu'ils étaient plus proches de l'aéroport de Dubaï qu'ils ne l'étaient en réalité.